# Dohoda Tito–Šubašić
Dohoda Tito–Šubašić (srbochorvatsky v latince sporazum Tito–Šubašić, v cyrilici споразум Тито–Шубашић) byla uzavřena mezi oběma státníky (Josipem Brozem Titem za komunistické partyzány a Ivanem Šubašićem za Jugoslávskou exilovou vládu) na ostrově Vis dne 16. června 1944. Byl to jeden z pokusů západních spojenců, jak oslabit rostoucí moc jugoslávských komunistů v odboji v závěrečné části druhé světové války.
Dohoda je taká známa pod názvem Višská dohoda (srbochorvatsky v latince Viški sporazum, v cyrilici Вишки споразум), podle místa, kde byla uzavřena.
Cílem rozhovorů bylo urychlit vytvoření jednotné vlády ze zástupců NKOJe a Jugoslávské exilové vlády. Rozhovory měl za exilovou vládu vést právě Šubašić, neboť se jako politik z meziválečného období nezapletl mezi vzájemné rozmíšky Srbů a Chorvatů.
Setkání se konalo na ostrově Vis, kde se tou dobou (v polovině roku 1944) nacházel Vrchní štáb jugoslávského partyzánského vojska. Šubašić spolu s britským vyslancem Stevensonem cestoval z italského přístavu Bari a na Vis dorazil dne 14. června. Následující tři dny poté trvaly rozpravy.

## Průběh jednání
Komunisté očekávali, že se představitelé exilové vlády budou pokoušet zachránit monarchii za každou cenu a připravit si takové postavení, které by jim umožnilo snadný návrat k moci po úspěšném skončení války. Nicméně, mezinárodní podpora však nebyla omezena jen na příslušníky královské vlády; vzhledem k tomu, že západní spojenci dali najevo svoje sympatie k Titovi, mohli si komunisté klást určité požadavky. Základními body, kterých se musely obě strany držet (jak Tito, tak Šubašić) byly proto závěry z druhého zasedání AVNOJe z konce listopadu 1943 (neboť antifašistický sjezd, pořádaný komunisty získal legitimitu na Teheránské konferenci). Šubašić rovněž přiznal roli NKOJe, výkonného výboru antifašistického setkání, který de facto plnil roli již fungující vlády. AVNOJ přitom označil exilovou vládu za nelegitimní; vzato do důsledků by tak Šubašić ani nemohl být před komunisty jejím právoplatným zástupcem.
Významný ústupek, který komunisté učinili pro západní mocnosti byl příslib, že otázka jugoslávské monarchie nebude otevřena až do skončení války. Tím získala exilová vláda i král Petr II. čas. Zcela stranou bylo ponecháno Jugoslávské vojsko ve vlasti, neboť Mihajlovićovi četnici byli již mimo hru – nedlouho před tím se totiž, po dlouhé rozvaze, přihlásila exilová vláda ke komunistům k jako hlavní síle odporu ve vlasti.
Vláda Ivana Šubašiće se na oplátku zavázala, že bude podporovat jugoslávský komunistický odboj a že bude fungovat jako zástupce NKOJ v zahraničí (resp. ve Velké Británii). Ve finálním textu smlouvy vyzývá královská vláda všechen lid Jugoslávie, aby se zapojil do Národněosvobozeneckých vojsk (partyzánských) a že tato vojska jsou jediným zástupcem exilové vlády v zemi. Rovněž exilová vláda ještě jednou potvrdila závěry 2. zasedání AVNOJe, tedy že země bude uspořádána na federativním principu.
Šubašićova vláda pak měla být doplněna o tři ministry, kteří byli z řad komunistů; Sreten Vukosavljević, Drago Marušić a Vlado Zečević. Třetí uvedený, pravoslavný kněz spolupracující s partyzány, však tuto nabídku nakonec odmítl. Dohoda rovněž stanovila, že zástupcem Jugoslávie v záležitostech vztahů s Itálií bude Josip Smodlaka.

## Výsledky jednání
Uzavřená dohoda měla celkem šest krátkých bodů (finální text zformulovali Vladislav Ribnikar, Josip Smodlaka a Edvard Kardelj) a nepřesahovala 2 strany A4.
Tato dohoda ve svém výsledku neukončila dvě paralelně fungující jugoslávské vlády (partyzánský NKOJ vs. exilová vláda), nicméně definovala jejich rámec spolupráce a zavázala je sestavit v budoucnu vládu jednotnou, ve které bude mít každá své zástupce. Velká Británie nepřivítala závěry jednání, neboť tamní politici očekávali, že na Visu bude zformována jednotná vláda, ve které budou mít převahu demokratické předválečné síly a politici, nezkompromitovaní s okupačními vojsky.
Závěry dohody přestaly být platné v říjnu 1945, kdy v prvních jugoslávských volbách drtivě vyhráli komunisté a obsadili všechny posty ve státě. Nedlouho poté král abdikoval a dne 29. listopadu 1945 byla vyhlášena republika.